# Ба Сопхью
Ба Сопхью (*бірм. ဘစောဖြူ; 1430 — 5 серпня 1482) — 3-й володар М'яу-У у 1459—1482 роках. У бенгальців  відомий як Каліма-шах.

## Життєпис
Походив з династії Лаунггьєт. Син Хаї та Со Па-Ба. Народився 1430 року, отримавши ім'я Пхью. 1433 року Хаї став правителем М'яу-У як мінхаї. Незважаючи на те, що у нього був старший зведений брат від простолюдинки, головним суперником Пхью на престол був Мін Све, його зведений брат, мати якого Со П'їнса також належала до династії Лаунггьєт і стриєчна сестра Со Па-Ба. Згідно з араканськими хроніками, молодий принц був атлетом, а також був досвідченим стрільцем з лука. Пізніше він був одружений з Со Нанді та Со Хтін.
У 1458 році батько обрав Пхью спадкоємцем. Мін Све, що був намісником міста Лаунггєта, підняв повстання та повернувся з військом, наданим шанським князівством Кале у листопаді того ж року. Проте Мінхаї легко відбив атаку, стративши Мін Све, закріпивши статус Пхью.
1459 року після смерті батька спадкував владу як Ба Сопхью. Невдовзі скористався заворушеннями в Бенгальському султанаті, виступив проти Барбак-шаха, відвоювавши важливий
порт Читтагонг. На честь цього викарбував монету з калімою перським шрифтом «на знак суверенітету» над Читтагонгом.
Його подальше володарювання було переважно мирним, хоча час від часу спалахували повстання. У 1461 році придушив повстання аристократа Танлве. 1463 року заснував місто П'їн-хтаунг. У 1471 році він розширив місто Мраук-У та побудував нові рови та водні канали. 1474 року відбулося нове повстання знаті, яким скористався султан Барбак-шах, що повернув собі Читтагонг.
23 травня 1476 року племена тет (відомі як чаки) на сході та півдні знову повстали, яких підтримав новий бенгальський султан Юсуф-шах. Ба Сопхью придушив це повстання, домігшись не втручання бенгальців в обмін на сприяння поширенню ісламу в М'яу-У. Але особисто зберігав вірність буддизму. Фундував храм Махабодхі Шве-Гу на пагорбі на північний захід від власного палацу. Він також встановив релігійні контакти з державою Канді, звідки отримав священні текст трипітаку.
У 1481 році скористався новим розгардіяжем в Бенгальському султанаті, відновивши владу в Читтатонзі після декількоденної облоги. Хроніки повідомляють, що Басопхью переслідував ворогів углиб Бенгалії. У серпні 1482 року був убитий слугою за наказом свого старшого сина Долья, що був незадоволений рішенням Ба Сопхью оголосити свого молодшого сина Гамані спадкоємцем.